# M3V
M3V es un tipo espectral de estrellas rojas de temperatura media-alta para estrellas tipo M de la secuencia principal. Es precedido por M4V y procedido por M2V.

## Características físicas
Usualmente tienen temperaturas que van desde 3315 K a 3491 K que en promedio dan aproximadamente 3421 K. Masas de 0,312 a 0,434 M☉ y en promedio 0,36 M☉. Su radio en la secuencia principal va de 0,3 a 0,6 aunque estrellas enanas rojas sumamente jóvenes o en un sistema binario de contacto son mucho mayores (de 2±1 R☉ pero se clasifican de la pre-secuencia principal). Sus luminosidades van desde 0,004 L☉ para las más brillantes hasta 0,0008 L☉ para las más tenues (de la secuencia principal y no subenanas), y tienen magnitudes absolutas entre +10 y +12. Datos como metalicidad, periodo de rotación, gravedad, edad, número de estrellas, número de planetas, movimiento propio, variabilidad, campo magnético,magnitud aparente, etc. son muy variados.

## Ejemplos notables
- Gliese 752 A es el prototipo de esta clasificación, además de tener la menor magnitud aparente de este tipo (+8,9 y aun así sigue sin ser visible). Aunque lamentablemente fue reclasificada como M2.75V o M3.5Vne.
- NGTS J214358.5-380102 el sistema binario eclipsante de enanas rojas más excéntrico conocido[1]

- Gliese 752 B es el compañero orbital de Gliese 752 A, Aunque también se clasifica com M3.5V

- Gliese 382, AN Sextantis, HIP 36626 y G 236-1 son las más brillante de este tipo, otras fuentes la catalogan como M2V, M2.5V y M3.5Ve.

- Gliese 581 es el primero con un sistema planetario y es el que tiene más planetas en órbita.

- MOA-2007-BLG-400L es la primera observada por microlente, tiene un planeta y su tipo espectral es variado (M1 a M6)

- Gliese 570 C es la primera enana M3V en un sistema estelar triple, es parte de un sistema binario cerrado y es circumorbitado por una enana marrón.

- OGLE BW3 V38 es la primera binaria eclipsante en la que ambas son estrellas M3V, fue observada por microlente.

- EC 14329-1625 y EC 12477-1738 son los primeros sistemas binarios pre-cataclismicos en donde la estrella secundaria es una tipo M3V, Ambas tienen enanas blancas.[2]

- V405 Pegasi y 1RXS J094432.1+035738 son las primeras variables cataclismicas en donde la estrella secundaria es una tipo M3V.[3]

- 1RXS J073346.0+261933, 1RXS J230949.6+213523 y SDSS J204827.91+005008.9 son otras nuevas estrellas binarias de rayos x.

- Estrella De Barnard es la estrella de este tipo (M3-4V) más cercana y posee un planeta.

- GJ 3136 es una estrella fulgurante.

- Gliese 623 es la primera estrella de este tipo en tener un planeta potencialmente habitable.

- Gliese 569 enana roja con dos enanas marrones orbitando entre sí.

- WASP-12 B, WASP-12 C primer sistema multiestelar con dos estrella de este tipo.

## Tabla
| Nombre         | Designaciones               | Tipo Espectral | Masa (Msol) | Radio (Rsol) | Temp (K) | Metal [H/Fe] | Edad (My) | Mag App | Datos                                   |
| -------------- | --------------------------- | -------------- | ----------- | ------------ | -------- | ------------ | --------- | ------- | --------------------------------------- |
| WASP-12 B      | 2MASS J0630+2940 B          | M2-3V          | 0.56        |              | 3786     |              |           |         | Sistema estelar triple                  |
| WASP-12 C      | 2MASS J0630+2940 C          | M3V            | 0.54        |              | 3748     |              |           |         |                                         |
| Gliese 877     | GJ 877, HIP 113229, LHS 531 | M3V            |             | 0.3          | 3390     |              |           | 10.22   |                                         |
| Gliese 436     | Gl 436, LHS 310, UCF-1      | M3V            | 0.45        | 0.449        | 3479     | -0.32        | 4000      | 10.59   |                                         |
| G 196-3        | TYC 3440-13-1, NLTT 23293   | M3Ve           | 0.2         |              |          |              | 100       | 13.3    | Tiene un compañero subestelar a 16,2'   |
| OGLE BW3 V38 A | BW3 V38 A                   | M3Vv           | 0.44        | 0.51         | 3500     |              |           | 18.3    | Binaria desprendida eclipsante          |
| OGLE BW3 V38 B | BW3 V38 B                   | M3V            | 0.41        | 0.44         | 3440     |              | 6000      | 18.3    | Binaria desprendida eclipsante          |
| TOI-2257       | TIC 198485881               | M3V            | 0.33        | 0.311        | 3430     | -0.27        | 8000      | 15.2    | Estrella madre de un neptuno excéntrico |

## Estrellas
- Kruger 60 A
- Gliese 436
- Gliese 22 B
- GJ 251
- HIP 79431
- 60 Aquilae B